# 愛沙尼亞中間黨
愛沙尼亞中間黨是愛沙尼亞中間派社會自由主義和民粹主义政黨。該黨為欧洲自由党人与民主党人联盟党（前稱歐洲自由民主改革黨）成員。
中間黨成立於1991年10月12日，前身為愛沙尼亞人民陣線（Popular Front of Estonia）。
該黨的主張為在愛沙尼亞建立強大的中產階級，他們自許為「中產階級自由黨」。但與愛沙尼亞的經濟自由政策相左的是，該黨有著較為左傾的政策。中間黨是目前最受俄羅斯裔愛沙尼亞人支持的政黨。
該黨於2015年議會選舉取得27席。

## 歷次議會選舉表現
下列每屆議會的議席總數為101席。
| 選舉   | 得票    | 得票率 （%） | 議席 | 增減 | 位次  | 執政或在野               |
| ------ | ------- | ------------ | ---- | ---- | ----- | ------------------------ |
| 1992年 | 56,124  | 12.2         | 15   | ▲ 15 | ▲ 第3 | 反对党                   |
| 1995年 | 76,634  | 14.2         | 16   | ▲ 1  | ━ 第2 | 联合政府                 |
| 1999年 | 113,378 | 23.4         | 28   | ▲ 12 | ▲ 第1 | 联合政府（2002－2003年） |
| 2003年 | 125,709 | 25.4         | 28   | ━ 0  | ━ 第1 | 反对党                   |
| 2007年 | 143,518 | 26.1         | 29   | ▲ 1  | ▼ 第2 | 反对党                   |
| 2011年 | 134,124 | 23.3         | 26   | ▼ 3  | ━ 第2 | 反对党                   |
| 2015年 | 142,442 | 24.8         | 27   | ▲ 1  | ━ 第2 | 聯合政府（2016－2019年） |
| 2019年 | 129,617 | 23.0         | 26   | ▼ 1  | ━ 第2 | 联合政府 (2019-2022年)   |
| 2023年 | 93,254  | 15.3         | 16   | ▼ 10 | ▼ 第3 | 反对党                   |

## 外部連結
- 官方网站  （文） （俄文） （英文）